# ريا شتارك
ريا شتارك (موليد 11 يونيو 1983، سانت جالين) هو مُصمِّم سويسري من أصولٍ كرواتية.

## الحياة والعمل
تخرَّج شتارك في مدرسة التخطيط (GBS) في سانت جالين. وأسس لاحقًا شركة تصميمٍ خاصة وعمل على مشروعاتٍ كمُصمِّم صناعي لصالح شركاتٍ عديدة من بينها سوني، وإل چي، وكانون ونسبريسو. وأسَّس شتارك بالاشتراك مع أنطون بيتش، ابن رئيس مجلس إدارة فولكسفاجن السابق، فرديناند بيتش، شركة بيتش أوتوموتيف في العام 2016 في زيورخ.
أسَّس شتارك في العام 2020 مجموعة كوانتم جروب، التي قدَّم بها لشركة فولكسفاجن عرضًا بقيمة 11,5 مليار دولار من أجل العلامة التجارية لامبورجيني،[2] ما استدعى تغطيةً صحفيةً عالمية حينها.
وما زالت مجموعة فولكسفاجن ترفض عملية البيع حتى الآن (إصدار يونيو/حزيران 2021).
غادر شتارك منصبه كمدير تنفيذي شريك لشركة بيتش أوتوموتيف في نهاية العام 2020 وانسحب حسب قوله من العمل التنفيذيّ للشركة، ولكنه يواصل تحمُّل مسؤولياته كرئيس موظفي التصميم في القسم الإبداعيّ.
يعيش شتارك في زيورخ.

## الأوسمة (مختارات)
2020: جائزة التصميم الألمانية
2019: جائزة التصميم في سويسرا